# Sphenomorphus undulatus
Sphenomorphus undulatus är en ödleart som beskrevs av  Peters och DORIA 1878. Sphenomorphus undulatus ingår i släktet Sphenomorphus och familjen skinkar. Inga underarter finns listade i Catalogue of Life.